# Morel (geslacht)
Morel (ook: Morel de Westgaver, Morel de Tangry en Morel de Boucle-Saint-Denis) is een Zuid-Nederlandse adellijke en notabele familie.

## Geschiedenis
- In 1613 verleende aartshertog Albrecht de ridderlijke titel aan jonkheer Lambert Morel, heer van Tangry.
- In 1768 verleende keizerin Maria Theresia erfelijke adel aan de overleden Alphonse-Louis Morel, in de persoon van zijn zoons Maximilien-Antoine en Jean-François Morel, kooplieden in Gent.
- In 1769 verleende ze dezelfde gunst aan Edmond-Louis Morel, overleden zoon van Alphonse-Louis Morel.

De familie Morel die aan het einde van de achttiende eeuw in de adelstand werd opgenomen, beweerde een jongere tak te zijn van het oude Franse adellijke geslacht Morel, heren van Tangry. Deze afstamming en hun recht om hetzelfde wapen te voeren als de oudere tak (die uitstierf aan het einde van de zeventiende eeuw) werd bekrachtigd door de Heraldische Kamer in 1791.

## Genealogie
- Charles François Morel x Anna de Pandelaere
  - Gilles Albert Morel (zie hierna)
  - Josse Morel (1661-1714)
    - Gilles Emmanuel Morel (1688-1842)
      - Josse François Morel (1714-1797)
        - Jean Bernard Morel (1747-1817) x Cornélie van Melle, vrouwe van Sint-Denijs-Boekel (1744-1801)
          - Henri Morel (1784-1847)
            - Eugène Morel (1807-1889)
              - Henri Eugène Morel de Boucle-Saint-Denis (zie hierna)

    - Alphonse Louis Morel (1695-1765)
      - Maximilien Morel, heer van Westgaver (1735-1793) x Marie-Anne Maelcamp (zonder nageslacht)
      - Jean-François Morel (ongehuwd)
      - Edmond Louis Joseph Morel (1729-1757)
        - Alphonse Edmond Morel (1756-1829) x Thérèse de Keersmaecker (zonder nageslacht)
        - Joseph Louis Morel (1757-1820) x Marie-Jeanne Stevens
          - Marie-Isabelle Morel (zie hierna)
          - Joseph Ferdinand Morel (zie hierna)
          - Isabelle-Maximilienne Morel (zie hierna)
          - Eugène-Louis Morel (zie hierna)
          - Alphonse Antoine Morel (zie hierna)

## Gilles Albert Morel
Gilles Albert Morel (geboren 1655) was advocaat bij de Raad van Vlaanderen en schepen van Kortrijk. Hij trouwde in 1676 met Anne Nicole van Leeuw. Deze familietak, die zich in Kortrijk en Doornik vestigde, doofde uit in 1930 met de dood van de schilder Adelin Morel de Tangry (1857-1930). Hij had bij koninklijk besluit in 1927 vergunning gekregen om de Tangry toe te voegen aan zijn familienaam, ter herinnering van de heerlijkheid van de uitgestorven oudere tak van de familie. 

## Henri Eugène Morel de Boucle-Saint-Denis
- Henri Eugène Morel de Boucle-Saint-Denis (Gent, 4 mei 1840 - 2 juli 1912), zoon van Eugène Désiré Morel en Fanny Lavino, was provincieraadslid en net als zijn vader en grootvader bestuurder van de Société linière de La Lys. Hij trouwde met in 1865 met Mathilde Hulin (1842-1926), tante van kunsthistoricus Georges Hulin de Loo, en verkreeg in 1895 bij koninklijk besluit vergunning om de Boucle-Saint-Denis toe te voegen aan zijn familienaam, ter herinnering aan de heerlijkheid die geërfd was door zijn overgrootmoeder Cornélie van Melle.  
  - Lucien Morel de Boucle-Saint-Denis (1868-1917), eigenaar van het kasteel Borluut, trouwde met Christine Mechelynck. Met afstammelingen tot heden.
  - Charles Georges de Boucle-Saint-Denis (1878-1952) trouwde met Marthe de la Kethulle de Ryhove (1883-1943). Deze familietak doofde uit in 2000.

## Marie-Isabelle Morel
Marie Isabelle Caroline Morel (Gent, 11 december 1781 - Hulst, 4 april 1852), dochter van Edmond Louis Joseph Morel en van Marie-Janne Stevens, kreeg in 1822 adelserkenning onder het Verenigd Koninkrijk der Nederlanden. Ze trouwde in 1815 met baron Henri-Ferdinand von Rade (1765-1833), burgemeester van Hulst, luitenant-kolonel, commissaris voor het district Zeeland en lid van de Provinciale Staten van Zeeland. Hij was de weduwnaar van Catherine Obreen. Dit huwelijk bleef kinderloos.

## Joseph Morel
Joseph Ferdinand Morel (Gent, 7 oktober 1784 - 6 mei 1829), broer van de voorgaande, kreeg in 1822 erkenning in de erfelijke adel. Hij trouwde met barones Caroline de Zinzerling (1785-1845) en ze kregen zeven kinderen. Ze kregen zes dochters en een zoon, allen ongehuwd gebleven, met uitzondering van Idalie Morel (1817-1857). Joseph-Ferdinand was lid van de vrijmetselaarsloge Les Vrais Amis in Gent. Deze familietak doofde uit in 1876.

## Isabelle Morel
Isabelle Maximilienne Morel (Gent, 10 december 1790 - 20 februari 1863), zus van hoger vermelden, verkreeg in 1822 adelserkenning. Ze trouwde in 1816 met Charles Pieters (1782-1863), hoofdinspecteur der belastingen in Gent. Ze kregen drie dochters, waarvan er twee adellijk trouwden.

## Eugène Morel
- Eugène Louis Morel (Gent, 24 april 1792 - Froidmont, 23 april 1852), broer van hoger vernoemden, verkreeg in 1822 erfelijke adelserkenning. Hij trouwde in 1824 met Louise Célinie Lefebvre (1804-1884).
  - Edmond Alphonse Morel de Tangry (1827-1898), econoom en burgemeester van Froidmont, verkreeg in 1894 bij koninklijk besluit eveneens vergunning om de Tangry toe te voegen aan zijn familienaam. Hij trouwde met Valérie de Caters (1842-1893). Deze familietak doofde uit in 1945.

## Alphonse Morel
- Alphonse-Antoine Morel (Gent, 9 september 1795 - Oostakker, 21 augustus 1874), broer van de voorgaanden, werd voorzitter van de rechtbank van eerste aanleg in Gent. Zoals zijn broers en zussen werd hij in 1822 erkend in de erfelijke adel. Hij liet echter na de open brieven te lichten, zodat deze erkenning niet doorging. In 1854 werd hij opnieuw in de erfelijke adel erkend. Hij trouwde met Marie-Thérèse Bosschaerts (1807-1875). Hun zoons kregen bij koninklijk besluit in 1885 vergunning om de Westgaver aan hun familienaam toe te voegen, ter herinnering van een heerlijkheid die was aangekocht geweest door Maximilien Morel, een oudoom van Alphonse Morel die kinderloos was overleden. In 1823 kocht Alphonse Morel het in 1782 herbouwde kasteel Achtendries in Oostakker.
  - Gustave-Alphonse Morel de Westgaver (1830-1887) trouwde met Marie-Henriette de Smet de Naeyer (1849-1900). Ze hadden een zoon, die als laatste mannelijke naamdrager van deze familietak in 1923 overleed, en vier dochters, van wie de jongste als kloosterzuster overleed in 1972.
  - Emile-Eugène Morel de Westgaver (1832-1900) trouwde met Elisabeth de Vleschoudere (1831-1861) en met Elise de Smet de Naeyer (1846-1936). 
    - Albert Marie Joseph Morel de Westgaver (1857-1908), enige zoon uit het eerste huwelijk van Emile-Eugène, trouwde met Marguerite Ysebrant de Lendonck (1858-1947). Van de acht kinderen was er één zoon met nageslacht.
      - Guibert Morel de Westgaver (1899-1966) trouwde met Béatrice de Ghellinck de Walle (1892-1972). Ze kregen negen kinderen.
        - André Morel de Westgaver (1924-2007), scheikundig ingenieur, trouwde met Claudine van Hoegaerden (° 1934). Ze hadden twee dochters.
        - Ivan Morel de Westgaver (1929-1981) trouwde met Gabrielle Caluwaerts (° 1929). Ze kregen vier kinderen, onder wie Stephane Morel de Westgaver, met afstammelingen tot heden.
        - François Morel de Westgaver (1932-2006) trouwde met Thérèse de Spirlet Lamarche en met Claudine Vanderheyden a Hauzeur (° 1943). Hij kreeg drie kinderen uit het eerste huwelijk, met afstammelingen tot heden.

  - Jules-Hippolyte Morel de Westgaver (1833-1914), trouwde met Alida Coget (1838-1919). Ze kregen vijf kinderen.
    - Joseph-Alphonse Morel de Westgaver (1868-1934), raadsheer bij het hof van beroep in Gent, trouwde met Jeanne de Keyser (1873-1963). Ze kregen vijf kinderen. Met talrijke afstammelingen tot heden.

  - Alphonse-Edmond Morel de Westgaver (1836-1912) trouwde met Marie-Thérèse Gilliaux (1838-1907). Ze kregen zes kinderen.
    - Fernand Morel de Westgaver( 1865-1931) trouwde met Christine van Pottelsberghe de la Potterie (1878-1963). Met talrijke afstammelingen tot heden.
    - Paul Morel de Westgaver (1868-1947) trouwde met Irma de Meulenaere (1879-1958). Met afstammelingen tot heden.

  - Théophile Morel de Westgaver (1846-1929) trouwde met Marie-Elisa de Kerchove de Denterghem (1851-1924). Ze kregen negen kinderen.
    - Carlos Morel de Westgaver (1879-1929) trouwde met Louise Simonis (1880-1965). Ze kregen zes kinderen. Met afstammelingen tot heden.
    - Gustave Morel de Westgaver (1889-1967) trouwde met Henriette de Meulenaere (1885-1923) en met Marie Hamès (1895-1923). Ze kregen vijf kinderen. Met afstammelingen tot heden.